# Шарпланинац
Југословенски овчар, или шарпланинац (мкд. шарпланинец), или колоквијално шарац (мкд. шарец), је раса пса чувара која је оформљена на Балканском полуострву. Користи се за чување стада оваца на планинским пашњацима од предатора, као и службени пас. Регистрован је у ФЦИ 1939. године под редним бројем #041.

## Порекло и историја
Његово порекло и генетски центар налази се на Шар-планини и широј околини где је традиционално штитио и чувао стада шарске праменке од вукова и мрких медведа. Сматра се да је у прошлости на централни део Балканског полуострва доспео током бројних миграција сточарског становништва из Мале Азије и Кавказа где има и данас пуно сродних паса. Становници сточари из Средачке, Сиринићке и Горанске жупе током летњих месеци удруживали су своја стада и изводили на вишим планинским пашњацима, док су као чуваре, зависно од бројности стада, водили са собом од 5 па до чак 20 шарпланинца. Вукови су временом развили тактику тако што су се издвајали из чопора један или два вука како би одвукли псе чуваре, док је остатак чопора предвођен алфа мужјаком нападао стадо. У таквим околностима, најбољи пси чувари су били они који се нису одвајали од стада и који су слушали само команде пастира. Први пут је приказан на кинолошкој изложби у Љубљани 1926. године. По угледу на друге армије у свету у Југословенској војсци јавила се потреба за службеним псом. Након селекције међу бројним овчарским псима у Југославији шарпланинац је уврштен у ужи избор. Први пут се у војсци користио као службени пас 1928. године, а даљим радом оцењено је да се ради о перспективном псу. То је једна од првих регистрованих раса паса у свету. Регистрован је у ФЦИ 1939. године под службеним именом „Илирски овчар” и редним бројем #041. Постојали су тип А и тип Б илирског овчара. 
После Другог светског рата вршена су поређења оба типа након чега су евидентиране разлике као што је између осталог разлика и у висини. Виши тип је долазио са Шар-планине а нижи са Крашке висоравни. Током 1950-их, Југословенски кинолошки савез препоручио је Међународном кинолошком савезу да разликује ова два типа као две одвојене расе. Од 1957. године шарпланински овчар добија ново службено име које важи и данас „Југословенски овчар — Шарпланинац”, а 1969. године крашки овчар је регистрован као посебна раса. Од тада, два типа илирског овчара развијају се независно једно од другог. Југословенски овчари коришћени су у Југословенској народној армији као службени пси. Војни центри за обуку паса и водича паса дали су велики допринос у популаризацији, очувању и развоју расе. Дуго времена је забрањиван извоз шарпланинаца из Југославије. Први пут су извезени у иностранство 1970. године. Данас се ови пси могу наћи у САД, Француској, Канади и итд. Најзаступљенији су у земљама бивше Југославије. Садашњи стандард шарпланинца је одобрен од стране ФЦИ-а 1970. године, а велики допринос стандардизацији дао је проф. др. Слободан Павловић из Југословенског кинолошког савеза. Постоје 8 типова југословенског овчара, и то: Мурџ, Карабаш, Мерџан, Тиграст, Медов, Зелендух, Златан и Караман.
Један можда од најзанимљивијих типова југословенско овчара је Златан, који је најкрупнији и највиши, где висина гребена код мужјака се креће од 90 до 100 cm. Убедљиво је најбољи пас чувар, потпуно је мирољубив, неагресиван према псима и људима, док децу обожава. Длака му је дуга, златно жуте до бакарне боје без тамне маске на глави, а реп у афекту готово да и не подиже. Сматра се да Златан у прошлости није служио као овчар већ да има „аристократско” порекло. Грци тврде да је то дворски пас Александра Великог, а Срби да се налазио на двору цара Душана. У сваком случају, док расправа траје, Златан на почетку 21. века спада у угрожене врсте и налази се пред изумирањем.

## Основни подаци
- Порекло: Балкан (Србија, Северна Македонија) Шар-планина
- Идеална просечна (плећна) висина:
- Женке: 64—68cm
- Мужјаци: 74—80cm
- Тежина:
- Идеална просечна тежина за женке: 35—50kg
- Идеална просечна тежина за мужјаке: 40—65kg[1]
- Карактер:
- Спокојан, добродушан, храбар, одлучан, нападачки само када је потребно, изврстан чувар, одан господару, воли децу и нагонски их чува.
- Употреба:
- Пастирски пас, чувар.

## Спољашњост
Велики, снажан, складно грађен и робустан пас. Обилно густо и грубо крзно је сачињено од два слоја а боја најчешће варира у нијансама сиве, иако су и друге боје дозвољене (на пример: бела, смеђа, боја меда итд). Реп је мишићав и савија се у врху.
Глава је пропорционална размери тела и дуга је приближно 25 cm. Њушка је широка, према врху нежно сужена и црне је боје. Ноздрве су правилне и широке.
Очи су бадемове, тамне или светлокестењасте боје. Уши су троугласте и належу уз главу.
Врат је средње дуг, али због густе длаке и бујног крзна, изгледа краћи и шири.
Леђа су равна и широка, трбух мало утегњен. Горња страна је мало издигнута. Са стране слабине су косе широке и мишићасте.
Шапе су јаке и широке, са црним ноктима.

## Темперамент
Изузетан чувар што је део његовог инстинкта. Храбар и одлучан. Лојалан је господару и породици са којом живи. Неповерљив према странцима, али човека не напада без разлога. Вековима је коришћен као заштитник стада.

## Здравље
Изузетно здрав и отпоран пас. Нарочито на сурове услове какви владају на већим надморским висинама. Не подноси врућину, спарно време и дуга путовања, лети.

## Карактеристике расе
Веома интелигентан пас. Способан је да самостално доноси исправне одлуке што му је често неправедно замерено као тврдоглавост. Хладноћу подноси одлично и она је у ствари његов природни амбијент. Воли да се слободно креће по имању које чува и зато није пас који ће бити задовољан у стану или пасјој кући. Према деци је веома нежан и допустиће им много, иако је свестан своје предности у физичкој снази.
У периоду развоја штенета (све до неких 12—15 месеци) потребно је строго водити рачуна да исхрана буде уравнотежена (избалансирана) и да обилује свим материјама које су му потребне, за иначе буран развој. У том периоду га такође треба штедети од јаких напора и пружити му што више игре и одмора како би се максимално развио у физичком и емотивном смислу. Као и све крупне расе паса, касно сазрева тако да је тек са две године потпуно формиран. Сви пропусти који се начине, а поготову по питању васпитања, се веома тешко отклањају; а на уложену љубав и стрпљење узвраћа безграничном оданошћу. За посао чувара га није потребно обучавати, јер то шарпланинац носи у генима. Интуитивно препознаје опасност и свестан своје физичке снаге, бескомпромисно јој се супротставља. На својој територији не трпи уљезе. Својом појавом и држањем углавном одвраћа странце а ако то није довољно онда силовитим нападом, коме претходи упозорење, брани своју територију. Веома је племенит али ту своју особину крије од странаца док је укућанима радосно демонстрира. Осећајан је и кроз понашање комуницира са укућанима. Има доминантан карактер, али прихвата доминацију укућана. Стога је веома битно, да се исправно васпитава од ране младости и да му се не попушта.